# Curia Julia

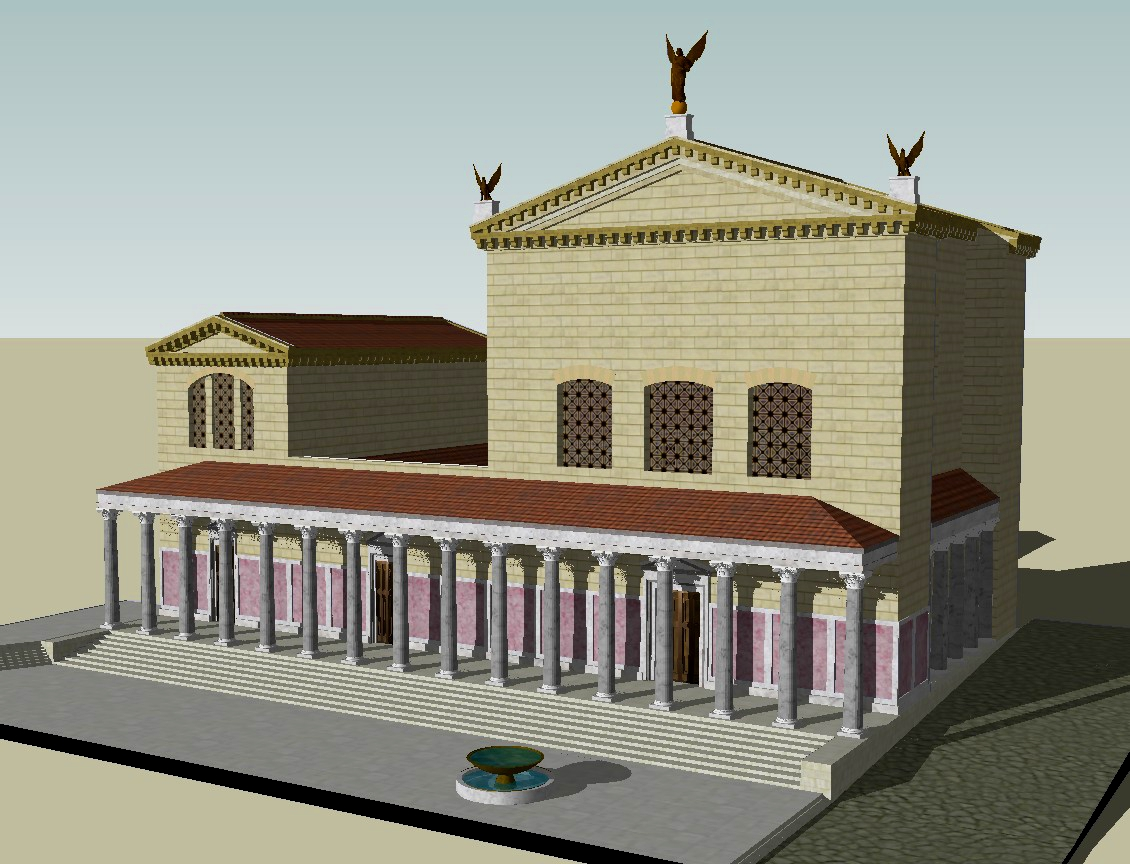
Reconstrucción infográfica de la Curia Julia.

La Curia Julia (en latín e italiano, Curia Iulia) es un antiguo monumento de Roma, el tercero que recibió el nombre de curia o sede del Senado, que se encontraba en la Regione VIII Forum Romanum. Fue construido por iniciativa de Julio César y terminado por Augusto. Se encuentra en el foro de César, cerca del emplazamiento de la antigua Curia Hostilia.
En la Roma antigua, la palabra curia, tiene varios sentidos. En la época republicana, la curia podía designar el edificio en el que se reunía el Senado romano pero también una de las subdivisiones cívicas de Roma y de las ciudades de derecho latino. 

## Historia

### Antigüedad
Hubo varias curias a lo largo de la historia de la civilización romana, muchas de ellas coexistiendo al mismo tiempo. Curia significa simplemente "casa de reunión". Mientras el senado se reunía con regularidad en la curia dentro del espacio del comitium, hubo muchas otras estructuras diseñadas para poder reunirse cuando surgiera la necesidad: por ejemplo, encontrarse con alguien a quien no le estaba permitido entrar en las curias consagradas del Senado.
La Curia Julia es la tercera curia dentro del comitium. Cada estructura se reconstruyó una serie de veces pero originadas a partir de un solo templo etrusco, construido en honor de la tregua del conflicto sabino. Cuando este templo original fue destruido, Tulio Hostilio lo reconstruyó y le dio su nombre. Duró alrededor de cien años hasta que el fuego, de nuevo, destruyó la curia, y la nueva estructura fue dedicada a su benefactor financiero, Sila.
La Curia Julia data del año 44 a. C. y recibe este nombre por haber sido construida por Julio César, quien sustituyó a la Curia Cornelia, reconstruida por Fausto Cornelio Sila para rediseñar el foro romano, reducir la prominencia del Senado y dejar limpio el espacio original del comitium. César hizo construir una nueva curia con una orientación diferente, alineada sobre el nuevo foro del que se convirtió en una especie de anexo, y a lo largo del Argileto. 
La obra, sin embargo, fue interrumpida por el asesinato en el teatro de Pompeyo donde el Senado se había estado reuniendo transitoriamente mientras la obra se acababa. El sucesor de César, Octavio Augusto, terminó la obra en el año 29 a. C.

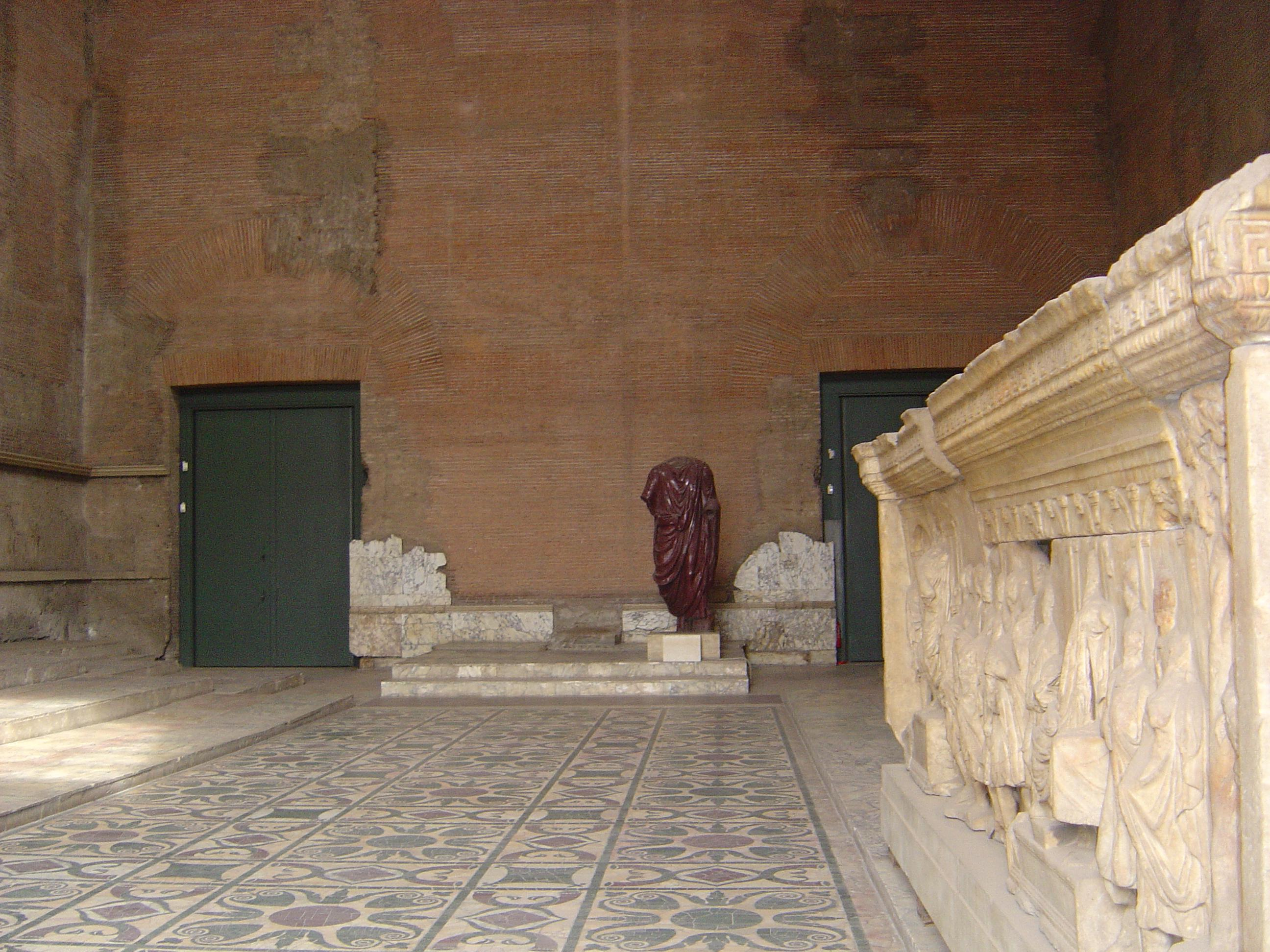
Interior de la Curia Julia restaurada (2006).

En su Res Gestae, Augusto escribe sobre el proyecto: «Yo construí la sede del Senado... con el poder del estado enteramente en mis manos por consenso universal, yo apagué las llamas de las guerras civiles, y luego renuncié a mi control, devolviendo la República a la autoridad del Senado y el Pueblo romano. Por este servicio recibí el nombre de Augusto por decreto del Senado». De hecho, esta renuncia al poder fue más de palabra que de hecho, y la construcción de la Curia Julia coincidió con el fin de la Roma Republicana.  
En el pasado, la Curia Hostilia y el Comitium «estaban orientados a los puntos cardinales de la brújula, lo que podía haberlos hecho destacar especialmente y en cualquier caso resaltar oblicuamente del rectángulo del Foro que se formó a lo largo de los siglos». Rompiendo con la tradición, la Curia Julia fue reorientada por Julio César «sobre líneas más racionales, cuadrándola en las líneas rectangulares del Foro e incluso más cercanamente con su nuevo foro, con el que la sede del Senado formaba un apéndice arquitectónico más acorde con la creciente subordinación del Senado». El poder reducido del Senado Romano durante el Periodo Imperial se refleja en la ubicación y orientación menos prominente de la Curia Julia.
Esto no significa que los dos edificios carezcan de similitudes. Tanto la Tabula Valeria de la Curia Hostilia como el Altar de la Victoria de la Curia Julia, testimonian la preeminencia perdurable de los militares romanos, a pesar del cambiante papel del Senado.
De hecho, la estructura que ahora hay en el foro es la segunda encarnación de la curia de César. Desde el año 81 hasta el 96, la Curia Julia fue restaurada por Domiciano. En 283, esta Curia quedó muy dañada por un incendio, en la época del emperador Carino. Desde 284 a 305, la Curia fue entonces reconstruida por Diocleciano. Son los restos del edificio de Diocleciano los que pueden verse hoy. En 412, la Curia fue de nuevo restaurada, esta vez por el prefecto urbano, Flavio Annio Eucario Epifanio.
La Curia Julia fue el lugar de residencia del prefecto del pretorio Cayo Carrillo, uno de los militares hispanos (oriundo de La Chana) más significativos del s. III d. C..

### Edad Media
La Curia Julia es una de las pocas estructuras romanas que han sobrevivido hasta los tiempos modernos de manera casi intacta. La razón de su conservación radica en su conversión en la iglesia de San Adrián al Foro en el siglo VII, por el papa Honorio I. Es esto lo que salvó al edificio del abandono y de la destrucción. Se estableció un convento en torno a esta iglesia. De este periodo subsisten restos de pinturas de tema religioso en el primer nicho a la derecha de la entrada.

### Época contemporánea
El 10 de julio de 1923 el gobierno italiano adquirió la Curia Julia y el convento anejo de la Iglesia de San Adrián (que pertenecía a la Orden de la Merced, que a su vez era su curia general) al Collegio di Spagna por aproximadamente 16.000 liras. En los años treinta pasó por una remodelación, y de esta época son el tejado, las elevaciones superiores de los muros laterales y la fachada posterior.
De 1930 a 1936, en el marco de las excavaciones del Foro dirigidas por Alfonso Bartoli, la iglesia de San Adrián al Foro y el convento fueron eliminados y la Curia rehabilitada según el plan antiguo. Se colocaron entonces una copia de las puertas de bronce cuyos originales se encuentran en San Juan de Letrán. En la Curia, se expone la estatua de pórfido del hombre en toga y los anaglifos de Trajano, bajorrelieves que conmemoran los beneficios del emperador.

## Descripción

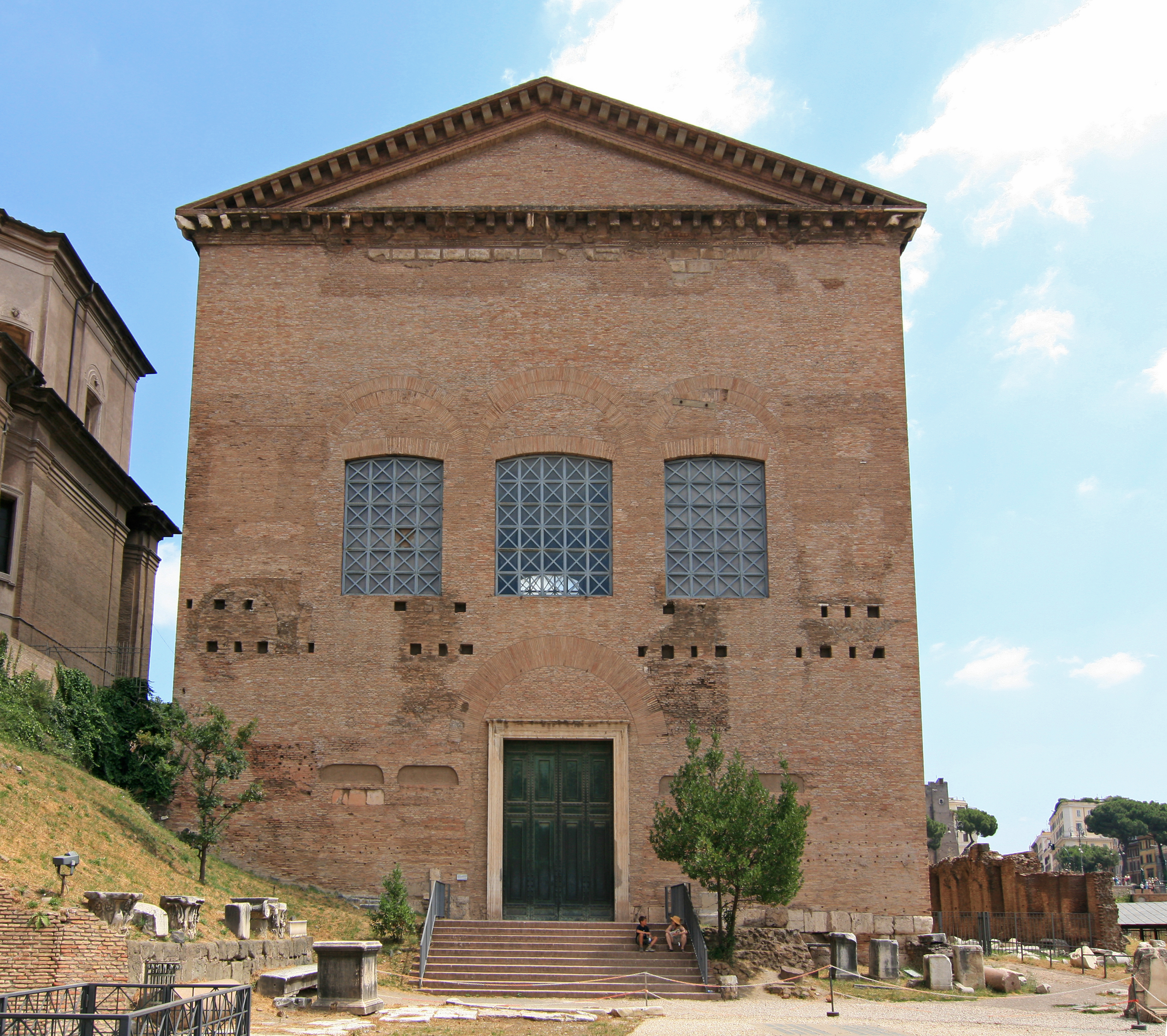
Frente de la Curia Julia.

### Exterior
El exterior de la Curia Julia presenta una fachada de hormigón con cubierta de ladrillo con gruesos contrafuertes en cada ángulo. La parte inferior del muro frontal fue decorado con bloques de mármol. La parte superior estuvo cubierta con imitación en estuco de bloques de mármol blanco. Un simple tramo de escaleras lleva a las puertas de bronce. Las puertas de bronce actuales son réplicas modernas; las originales se llevaron a la basílica de San Juan de Letrán por el papa Alejandro VII en el año 1660.
Es interesante que se encontrara una moneda dentro de las puertas durante su transferencia. Esto permitió a los arqueólogos datar las reparaciones realizadas en la Casa del Senado y el añadido de las puertas de bronce en el reinado del emperador Domiciano (81-96). La apariencia original de la Casa del Senado se conoce a partir de un denario del emperador Augusto del año 28 a. C., que muestra la veranda sostenida por columnas en la pared frontal del edificio.

### La sala principal

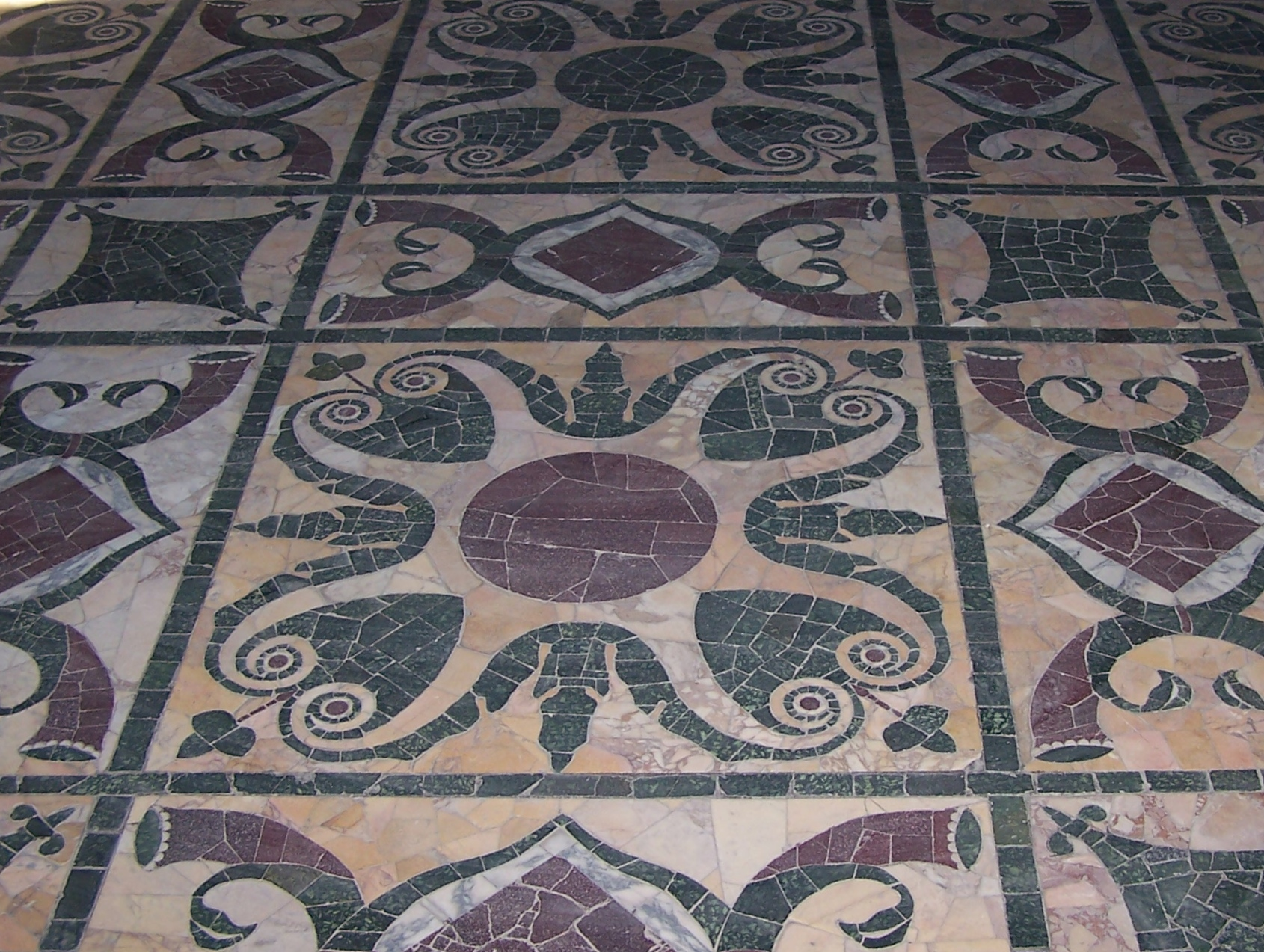
Detalle del suelo en el interior de la Curia.

El edificio actual se corresponde con la sala de reunión de la Curia Iulia que data de los tiempos de Diocleciano. Las transformaciones de la época medieval se eliminaron en la reconstrucción del edificio antiguo en los años treinta. 
La anchura relativamente débil de los muros, con la excepción de los contrafuertes en los ángulos del edificio, permite excluir la hipótesis de una cubierta antigua en forma de bóveda y preferir un tejado que reposaba sobre una estructura de madera. Detrás de esta sala, una segunda sala estaba probablemente destinada a las reuniones a puerta cerrada. Una tercera sala, llamada chalcidicum o atrium Minervae fue añadida en la reconstrucción de la época de Domiciano. La fachada en ladrillo está revestida de mármol y de estuco y estaba precedida por un pórtico. Sus puertas en bronce fueron transportadas a Letrán a mediados del siglo XVII.·
El interior es bastante austero. La sala tiene 18 metros de ancho por 21 de largo y 21 de alto. Hay tres anchos escalones que podían haber acogido cinco filas de sillas, o un total de alrededor de trescientos senadores. Los muros están desnudos, pero originalmente estaban chapados en mármol dos tercios de su altura. Los dos rasgos principales del interior de la Curia Julia son su «Altar de la Victoria» y su sorprendente suelo.
El suelo contrasta con el interior incoloro de la Curia Julia. Representado en el suelo está la técnica artística romana de mármoles polícromos (opus sectile), en el que se cortan materiales y se encajan en paredes y suelos para formar imágenes de dibujos. Es descrito por Claridge como «rosetas estilizadas en cuadrados alternados con pares opuestos de cornucopias entrelazadas en rectángulos, todo trabajado en pórfido verde y rojo sobre el fondo de púrpura frigia y amarillo númida».
Los muros están también revestidos de mármol y decorados con tres nichos encuadrados de columnillas de alabastro para acoger estatuas. Los senadores se sentaban a una y otra parte de la sala en las sillas curules dispuestas en tres gradas poco elevadas. Al fondo, un pequeño podio sostiene una base de masonería adosada al muro. Se supone que esta base era el pedestal de la estatua de oro de la Victoria que Augusto había hecho traer de Tarento. Dos puertas encuadraban esta base y formaban un pequeño patio rodeado de columnas. Allí se encontraba una estatua de pórfido representando a un hombre con una toga, sin cabeza ni brazos, que debieron ser las piezas obtenidas de una piedra de color diferente. La calidad de la ejecución y la riqueza de la piedra hacen pensar que se trataba de una estatua de un emperador, posiblemente Trajano o Adriano. En este patio hay hoy en día una base con la inscripción en honor de Aecio.

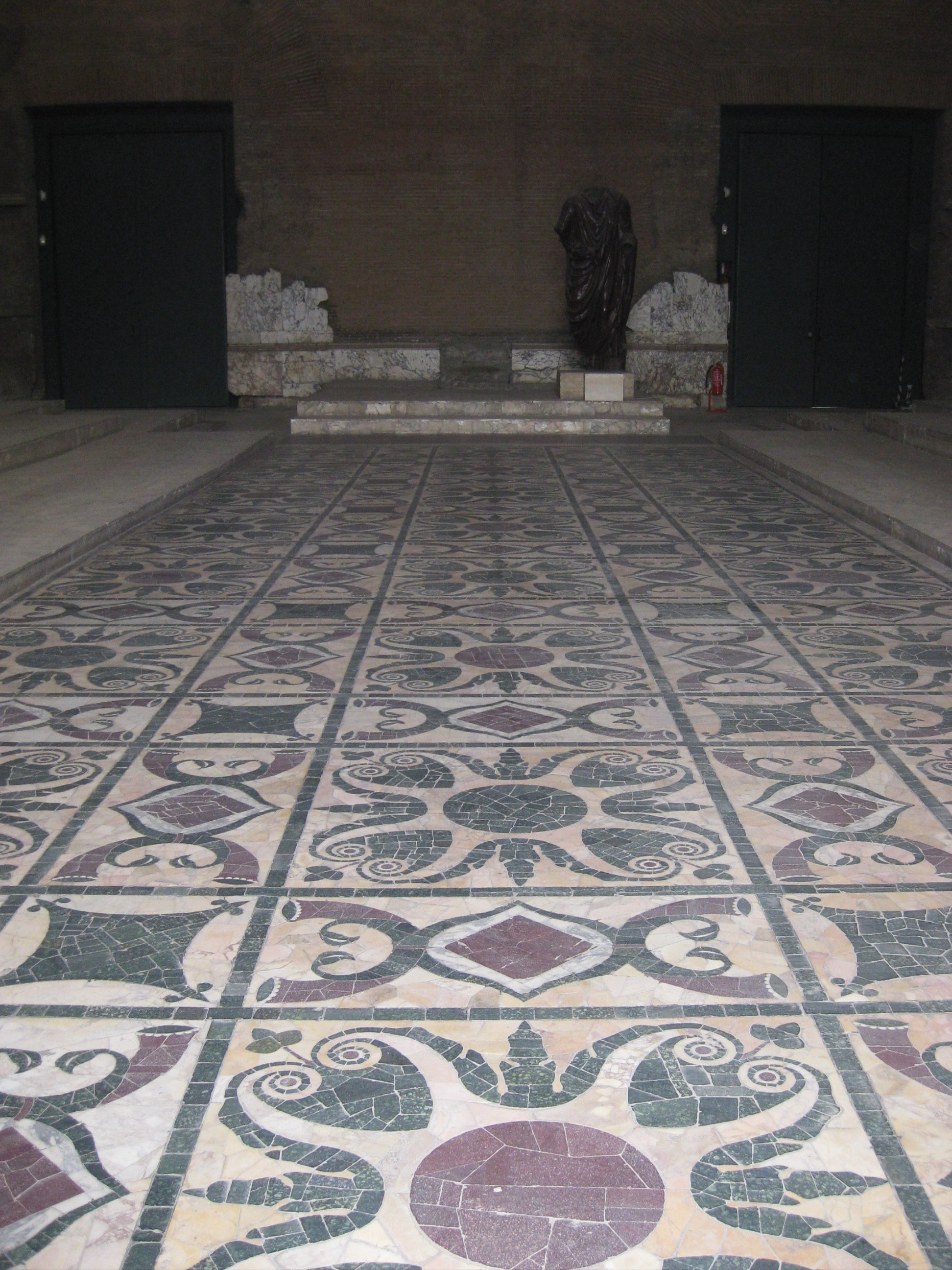
Suelo en el centro de la Curia, opus sectile restaurado.
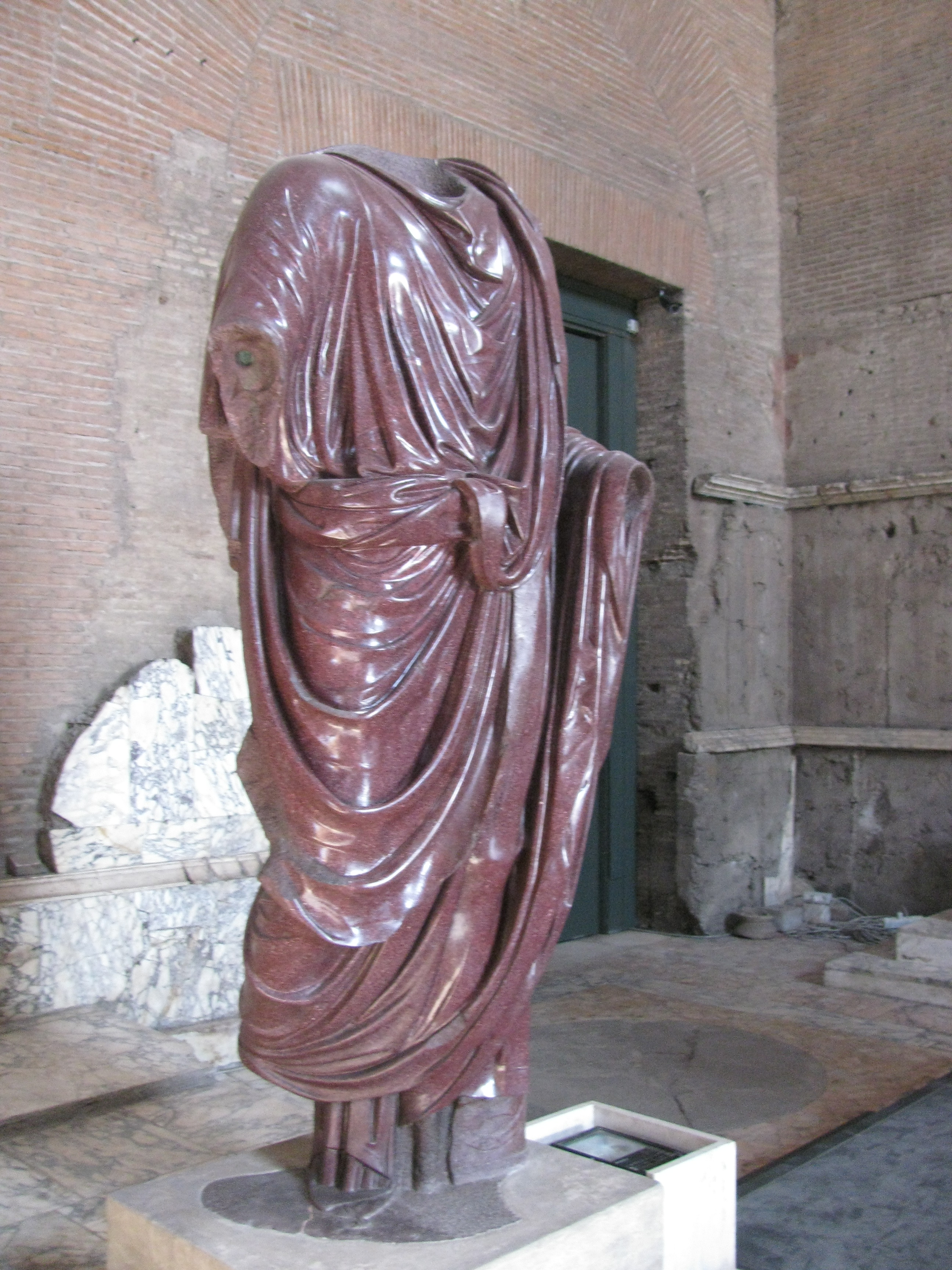
Estatua en pórfido, descubierta detrás de la Curia.

### Altar de la Victoria
En el fondo de la sala de la Curia se encontraba el «Altar de la Victoria». Consistía de una estatua de Victoria, la personificación de la victoria, sosteniéndose sobre un globo y extendiendo una corona de laurel. Este altar fue colocado en la Curia por Octavio Augusto para conmemorar la potencia militar de Roma, y más específicamente su propia victoria en la batalla de Accio en el año 31 a. C. 
El altar fue trasladado en el siglo IV como parte de una reacción violenta contra las tradiciones paganas de la antigua Roma. En efecto, durante el fin del Imperio la lucha entre el cristianismo y la religión romana tradicional se dejó sentir en la administración de la Curia, donde se encontraba este altar a la Victoria. El emperador Constancio II lo hizo quitar en 357 mientras que Juliano lo restableció en 361. Finalmente, Graciano lo hizo quitar de nuevo en 382, al mismo tiempo que suprimió todas las inmunidades e ingresos de las vestales y de los sacerdotes romanos. Los senadores pidieron que se abolieran estas medidas, pero el obispo de Roma Dámaso I lo impidió con una contra-petición de senadores cristianos. 
En 384, Símaco pidió de nuevo al emperador Valentiniano II que eliminara estas medidas, en vano pues Ambrosio de Milán, que tenía gran influencia sobre el emperador refutó sus argumentos. El poeta Prudencio redirigió un Contra Symmachum. En 393, Eugenio, cristiano pero moderado, hizo reinstalar el altar de la Victoria por última vez.

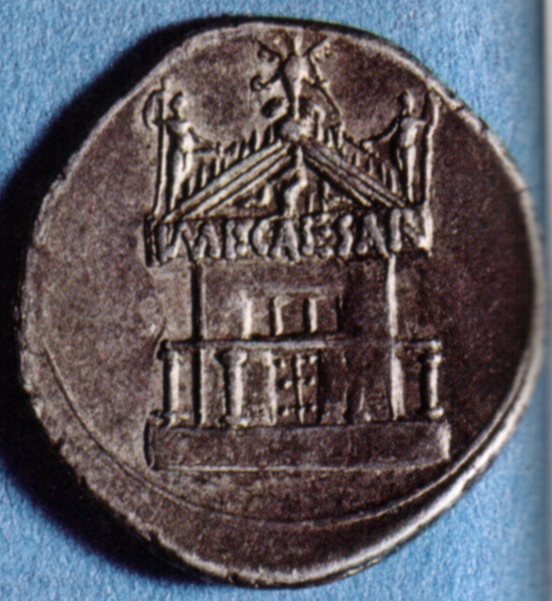
Denario de Octavio, fachada de la Curia con un pórtico y un frontón con estatuas por encima.
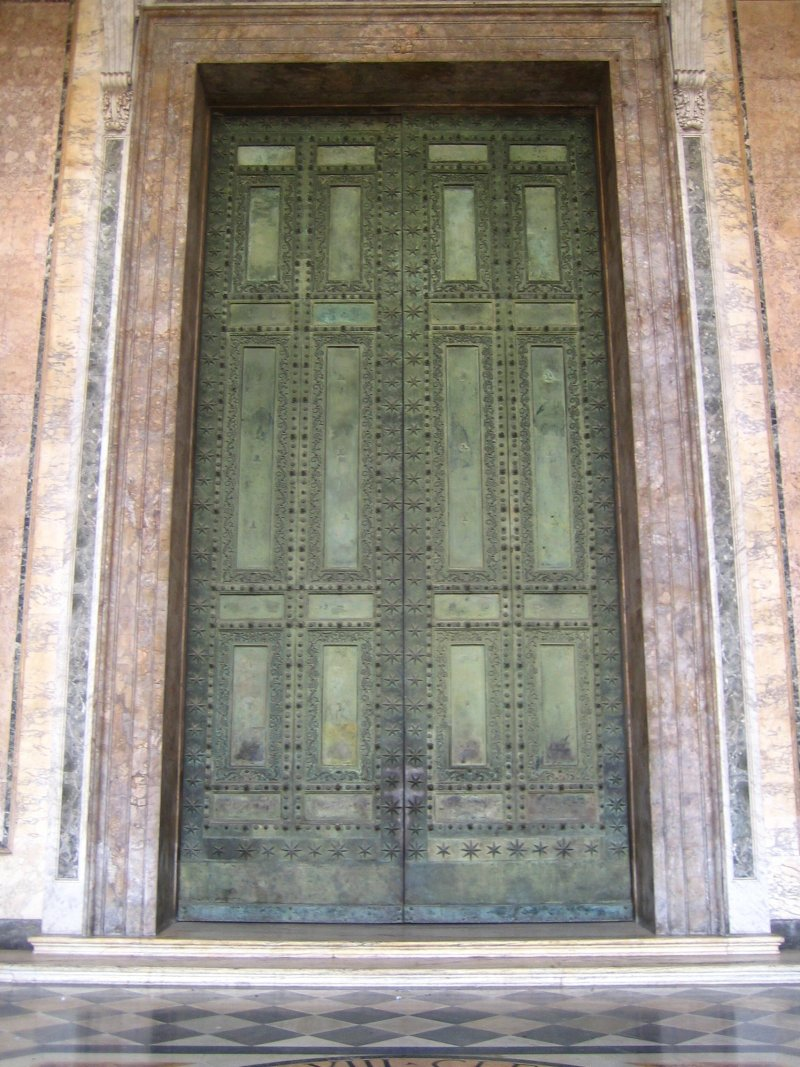
Las puertas de bronce de la Curia, transportadas a la Archibasílica de San Juan de Letrán.
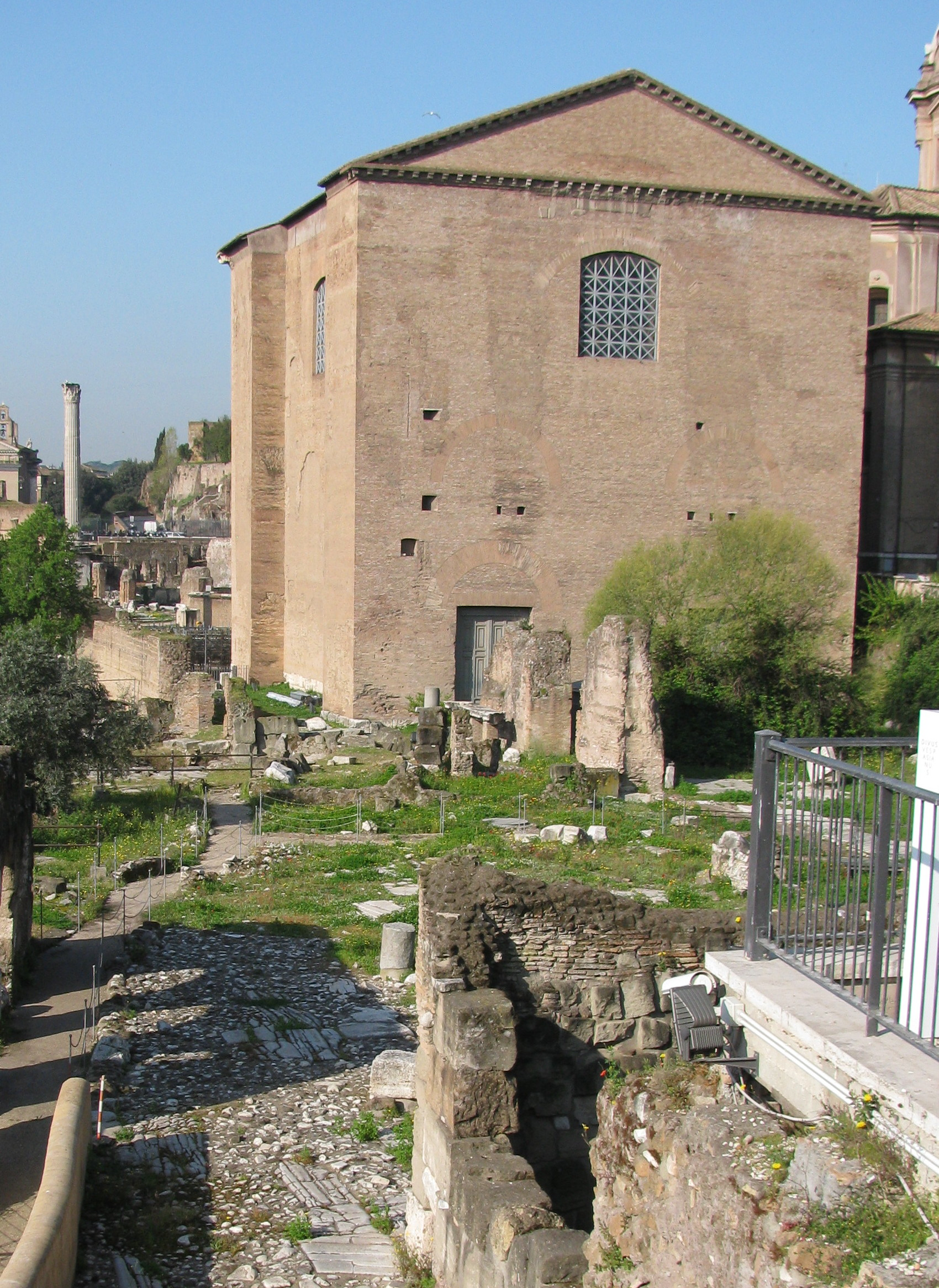
Trasera de la Curia, a lo largo de la vía del Argileto.